# Юксип, Альберт Яковлевич
Альбе́рт Я́ковлевич Ю́ксип (эст. Albert Aleksander Üksip, 1886—1966) — советский и эстонский актёр, литератор, переводчик и учёный-ботаник, Заслуженный артист Эстонской ССР (1945).

## Биография
Альберт Юксип родился 26 ноября (8 декабря) 1886 года в семье нарвского портного. С 1896 года учился в городском училище, затем, после смерти отца (в 1900 году), работал на Льнопрядильной мануфактуре, с 1907 года — на Кренгольмской мануфактуре. Мечтал заниматься изучением ботаники, однако стал членом любительской русскоязычной театральной труппы, где на него оказывал влияние будущий известный актёр Иван Аркадин. Актёрский дебют Юксипа состоялся в 1905 году, после чего он участвовал по всех постановках труппы.
В свободное время исследовал флору окрестностей Нарвы, изучал латинский язык для чтения ботанических публикаций и французский язык — для чтения искусствоведческой литературы. Регулярно посещал театры и музеи.
После смерти матери (1922), в 1923 году, Альберт переехал в Таллин, став актёром таллинского театра «Эстония». С 1931 года он вёл режиссёрские курсы, постоянно писал статьи об искусстве. В 1945 году Альберт Юксип был удостоен почётного звания Заслуженного артиста Эстонской ССР.
После основания национальной эстонской радиостанции Юксип вёл в её эфире передачи по искусствоведению.
Хотя Юксип не имел профессионального ботанического образования, его вклад в науку был очень весомым. В частности, ему одному принадлежит авторство 30-го тома «Флоры СССР», описывающего сложнейший в систематическом отношении род Ястребинка. Он выделил несколько сотен новых видов рода.
В 1964—1966 Альберт Яковлевич Юксип написал «Воспоминания». 10 августа 1966 года он скончался. Похоронен на таллинском Лесном кладбище.

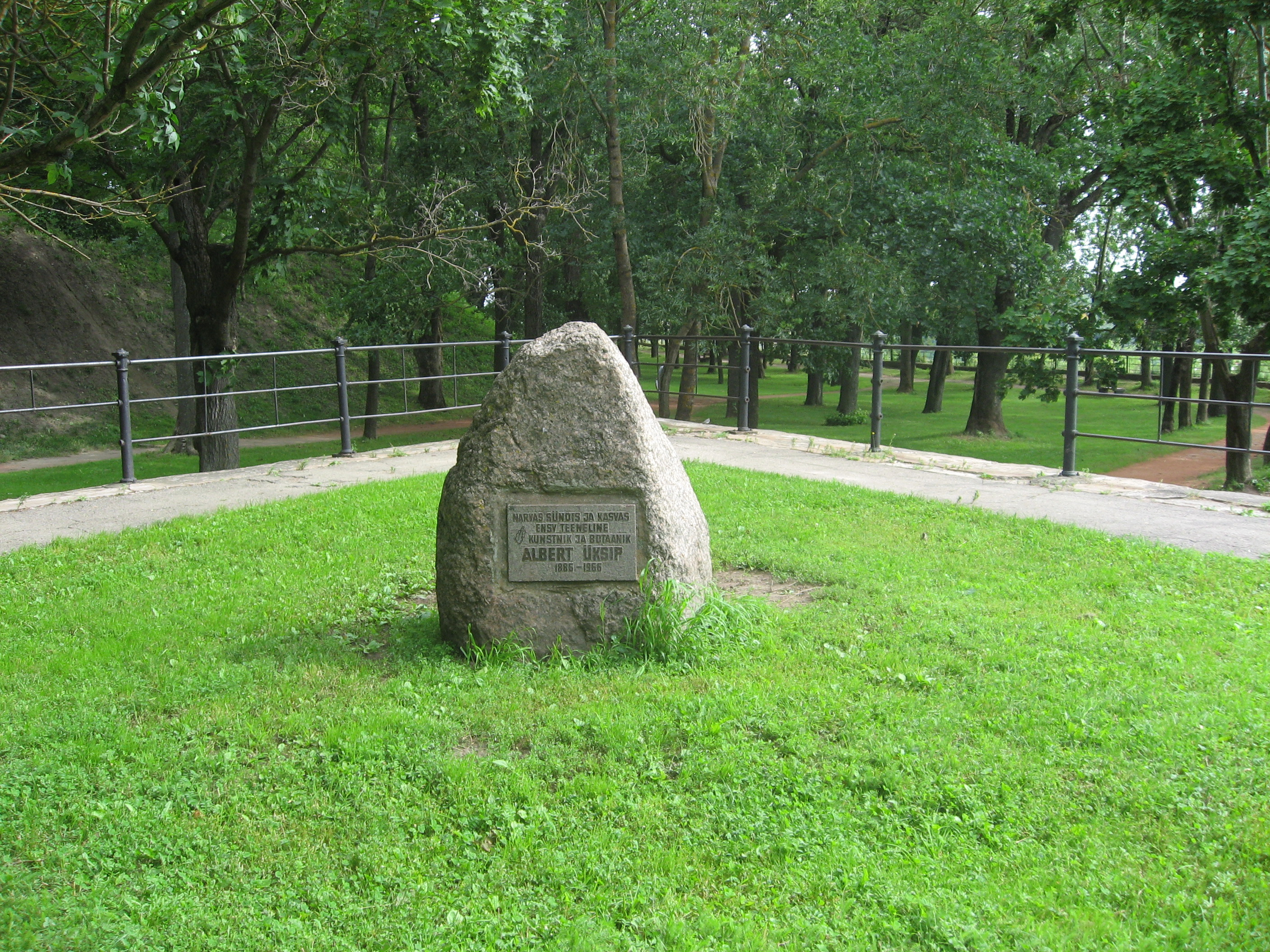
Мемориальный камень Альберта Юксипа в Нарве. «Тёмный сад»

В 1986 году к столетию со дня рождения А. Юксипа в нарвском парке «Тёмный сад» был установлен памятный камень в его честь.

## Некоторые научные публикации
- Юксип А. Я. Флора СССР = Flora URSS : в 30 т. / начато при рук. и под гл. ред. В. Л. Комарова. — М. ; Л. : Изд-во АН СССР, 1960. — Т. 30 / ред. тома Б. К. Шишкин, Е. Г. Бобров. — 732 с. — 2600 экз.

## Виды растений, названные в честь А. Юксипа
- Hieracium ueksipii Schljakov, 1966